# Zehbitz
Zehbitz ist ein Ortsteil der Stadt Südliches Anhalt im Landkreis Anhalt-Bitterfeld in Sachsen-Anhalt, (Deutschland).

## Geografie
Zehbitz liegt zwischen Köthen (Anhalt) und Bitterfeld-Wolfen. Nordöstlich von Zehbitz ist das Quellgebiet der Fuhne. Von hier fließt die Fuhne in 2 Richtungen ab, östlich zur Mulde und westlich zur Saale.
Die Fläche beträgt 1098 Hektar.

## Geschichte
Zehbitz wurde erstmals im Jahr 1469 als Cewitz urkundlich erwähnt.
Am 20. Juli 1950 wurden die bis dahin eigenständigen Gemeinden Lennewitz und Wehlau nach Zehbitz eingemeindet.
Am 10. Oktober 1965 wurde die bis dahin eigenständige Gemeinde Zehmitz nach Zehbitz eingemeindet.
Bis zur Neubildung der Einheitsgemeinde Südliches Anhalt am 1. Januar 2010 war Zehbitz eine selbständige Gemeinde in der Verwaltungsgemeinschaft Südliches Anhalt mit den zugehörigen Ortsteilen Lennewitz, Wehlau und Zehmitz.

## Politik
Derzeitiger Bürgermeister von Zehbitz ist Reinhard Ulrich.

### Gedenkstätten
- Grabstätte auf dem Ortsfriedhof für einen namentlich unbekannten Tschechoslowaken, der während des Zweiten Weltkrieges nach Deutschland verschleppt und ein Opfer von Zwangsarbeit wurde

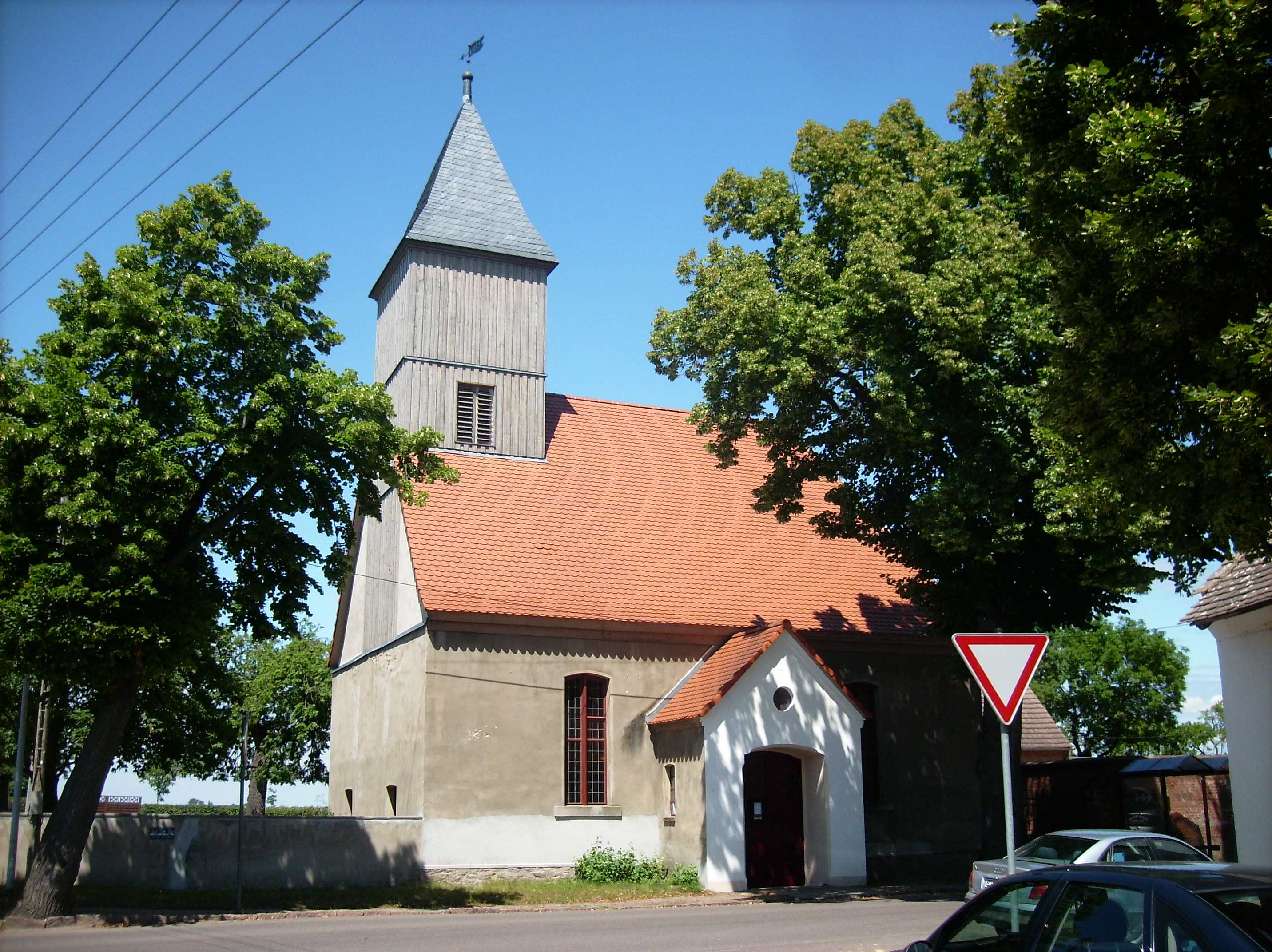
Kirche Zehbitz

## Kultur und Sehenswürdigkeiten
Die Kirche in Zehbitz ist ein verputzter Backsteinbau mit einem Fachwerk-Glockenturm. Das Dach des Turms ist pyramidenförmig. Errichtet wurde das Gebäude 1833 bei Baukosten von 3.000 Talern. 1996/1997 wurde die Kirche für 180.000 Mark renoviert.

## Wirtschaft und Infrastruktur
Westlich von Zehbitz verläuft die Bundesstraße 183 von Bitterfeld-Wolfen nach Köthen (Anhalt).